# ليليستاد
ليليستاد Lelystad  هي بلدية ومدينة بوسط هولندا، وأنها عاصمة مقاطعة فليفولاند. تأسست المدينة التي بنيت على أراض مستصلحة من البحر، عام 1967م وتسمت على اسم المهندس المدني "كورنيليس ليلي Cornelis Lely"، الذي قام بتصميم سد أفسلاوتدايك مما جعل الاستصلاح ممكناً. وتقع ليليستاد ما يقرب من 3 متر (9.8 قدم) تحت مستوى سطح البحر.

## طوبوغرافيا
خريطة طوبوغرافية هولندية لبلدية ليليستاد، مارس 2014، (تقرأ بعد ثلاث نقرات على الخريطة)

## أعلام
- رولي بونيفاسيا
- ديلان لانسر
- دنزل بودي
- غيرسوم كلوك
- بنيامين بوك
- كورتيس ونايت